# Analamanga
18°56′54″S 47°32′52″Ø / 18.94833°S 47.54778°Ø
Analamanga er en af fire regioner i Antananarivo provinsen i Madagaskar, og er en landets 22 regioner beliggende mod nordøst i provinsen. Hovedstaden i regionen er byen Antananarivo som også er national hovedstad.
Regionens har et areal på 17.445 km², hvoraf 4.927 hektar består af søer og vandløb. I øvrigt består regionen for en stor del af savanne – både opdyrket og græsbevokset – men der er eogså en del skov af forskellige typer.

## Demografi
Analamanga har omkring 14 % af landets befolkning, men kun 3 % af landets areal. Regionen er altså tætbefolket, især på grund af at landets hovedstad Antananarivo ligger i regionen, med sine 1,4 millioner indbyggere – altså cirka 39 % af regionens befolkning. Befolkningstætheden i regionen er såledeses høj med omkring 140 indbyggere per kvadratkilometer, sammenlignet med landsgennemsnittet på 29 indbyggere per kvadratkilometer. Regionens befolkningsfordeling er imidlertid meget ujævn; i visse bydele i hovedstaden er befolkningstætheden omkring 8.690 personer og i andre knap tyve indbyggere per kvadratkilometer.

## Administrativ inddeling
Analamanga er opdelt i otte distrikter:
- Ambohidratrimo
- Andramasina
- Anjozorobe
- Ankazobe
- Antananarivo-Renivohitra
- Antananarivo-Atsimondrano
- Antananarivo-Avaradrano
- Manjakandriana

## Eksterne kilder og henvisninger
1. ↑  Profile des marchés pour les évaluations d’urgence de la sécurité alimentaire p. 27, Eliane Ralison og Frans Goossens 2006 hentet 5. maj 2009

- Regionens turistsite Arkiveret 4. juli 2013 hos  Wayback Machine